# Bronington

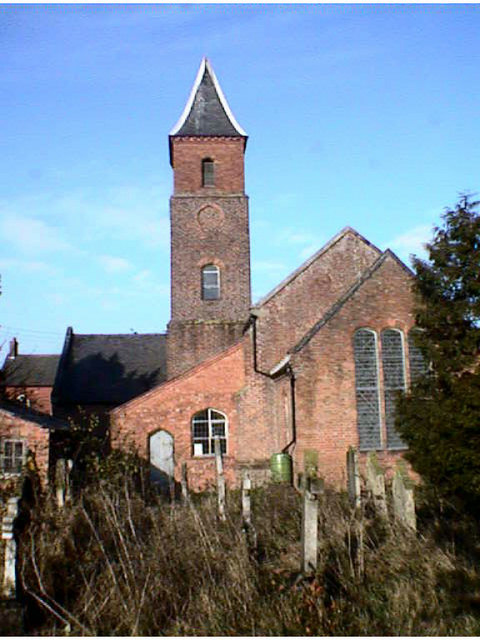
A Igreja da Santíssima Trindade em Bronington.

Bronington é uma comunidade de governo local, parte do borough e condado de Wrexham em Gales. Bronington possui uma área de 3.482 hectares e população de 1.228 (Censo de 2001).
A igreja da vila, Santíssima Trindade, foi convertido de um antigo tijolo celeiro em 1836.  No sentido norte-leste está a Iscoyd Hall, uma casa de campo com parque circundante que foi construído por volta de 1740 e ampliado no século XIX. Para o sul da comunidade está Fenn Moss, uma declarada como reserva natural nacional em 1996 devido à sua importância para a vida selvagem.